# Mona Ritzén
Mona Kristina Ritzén, född 6 oktober 1951 i Hässjö församling i Västernorrlands län, är en svensk ombudsman och tidigare riksdagsledamot för Moderaterna för Västernorrlands läns valkrets. Ritzén avsade sig uppdraget som riksdagsledamot den 19 december 1995, en dag efter att hon tillträtt posten.